# Nakai (Kanagawa)
Nakai (中井町 Nakai-machi?) es un pueblo en la prefectura de Kanagawa, Japón, localizado en el centro-este de la isla de Honshū, en la región de Kantō. Tenía una población estimada de 9272 habitantes el 1 de septiembre de 2020 y una densidad de población de 464 personas por km².

## Geografía
Nakai está localizado en las colinas del oeste de la prefectura de Kanagawa, unos 65 km al suroeste de Tokio. Limita con las ciudades de Hiratsuka, Odawara y Hadano, así como con los pueblos de Ninomiya y Ōi.

## Historia
Durante el período Edo, el área alrededor de la actual Nakai era parte del dominio Odawara en la provincia de Sagami. Después de la restauración Meiji, se convirtió en parte del distrito Ashigarakami en la prefectura de Kanagawa. La villa de Nakai se formó el 1 de abril de 1889 y se fusionó con el vecino Iguchi el 1 de abril de 1908. Fue elevado al estado de pueblo el 1 de diciembre de 1958.

## Demografía
Según los datos del censo japonés, la población de Nakai aumentó en los últimos 50 años.
| Gráfica de evolución demográfica de Nakai entre 1940 y 2015 |
|                                                             |
| notas=Oficina de Estadística de Japón                       |